# حزب الشعب الديمقراطي (نيجيريا)
حزب الشعب الديمقراطي (بالإنجليزية: People's Democratic Party)‏ هو حزب سياسي معاصر كبير في نيجيريا. تقع سياساته عمومًا نحو وسط اليمين من الطيف السياسي. وفاز كل انتخابات الرئاسية بين عامي 1999 و2011، وكان حتى انتخابات عام 2015، الحزب الحاكم في الجمهورية الرابعة على الرغم من أن في بعض الحالات، كان طرفا في بعض الظروف الانتخابية المثيرة للجدل.